# Sera (monastero)
Sera (Se ra Theng chen gling) è uno dei tre principali monasteri del Buddismo tibetano di scuola Gelug, oltre a quelli di Ganden e Drepung. Sera significa "siepe di rose". Si trova a Lhasa, Tibet. Dopo l'occupazione cinese del 1959, è stato ricostituito presso Bylakuppe, India. 

## Storia
Venne fondato nel 1419, da Jamchen Chojey (Sakya Yeshe), un discepolo di Tsong Khapa.
Come i monasteri Drepung e Ganden, ospitava tre collegi: Sera Mey Dratsang (1419), dove i monaci ricevevano l'istruzione di base, Sera Jey Dratsang (1435), il più grande, riservato ai monaci pellegrini, specialmente mongoli e Ngagpa Dratsang (1559), dove si insegnava la disciplina Gelukpa.
Nel 1959, Sera ospitava 5000 monaci e sebbene gravemente danneggiato, conserva le strutture originali, ora restaurate.

Attualmente ospita alcune centinaia di monaci.

## Galleria d'immagini

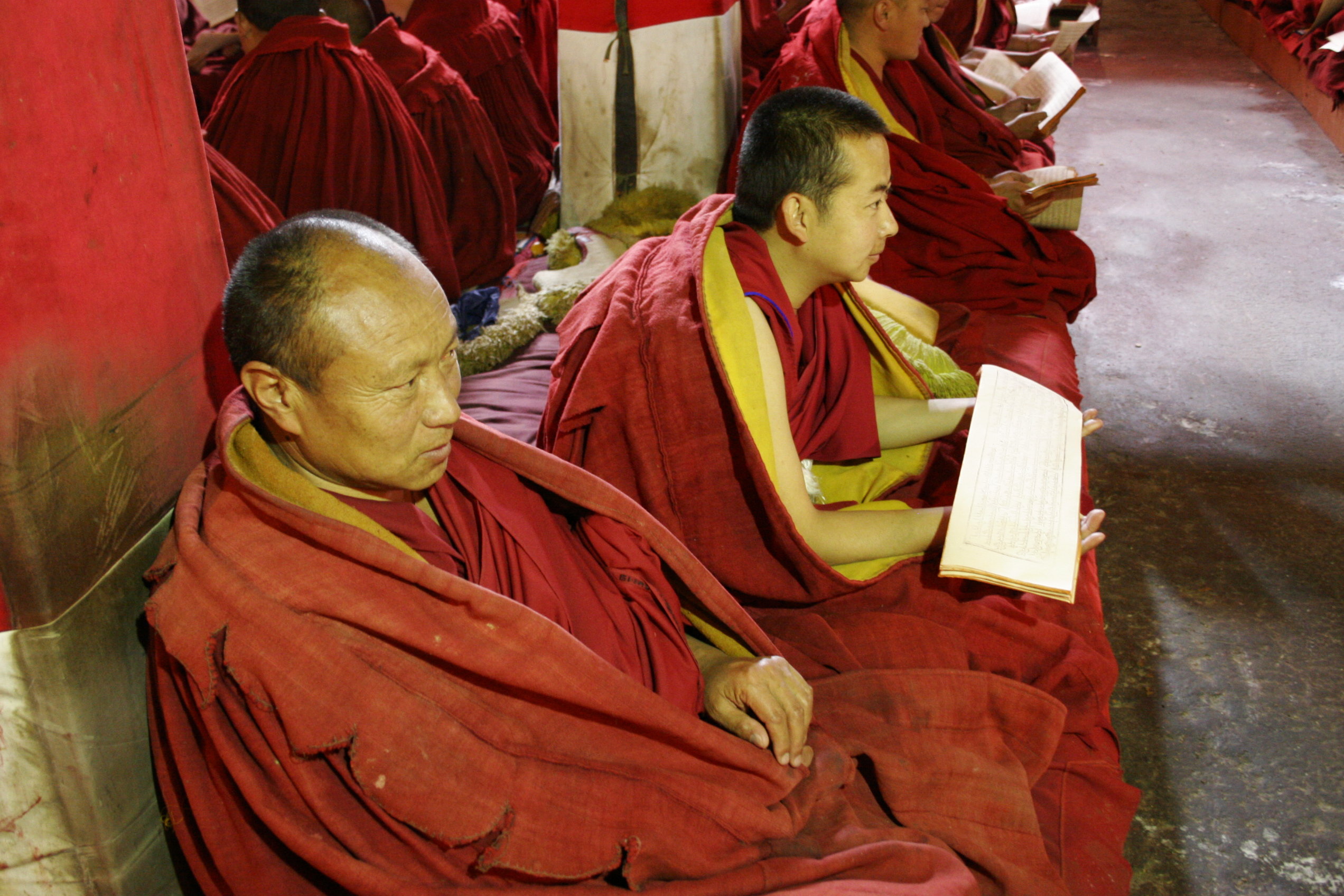
Monaci in meditazione
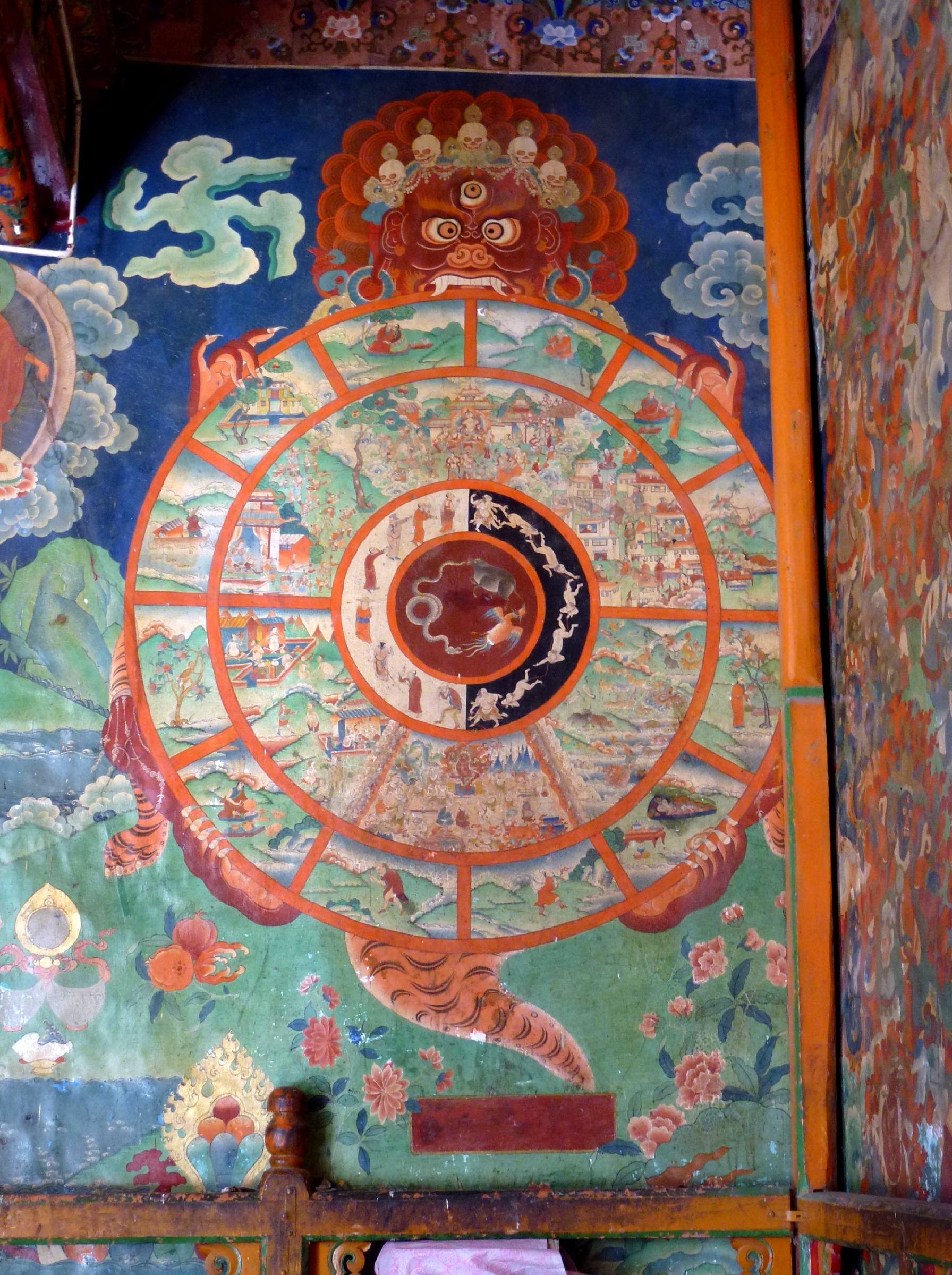
Rappresentazione della 'Ruota della vita' (bhavacakra) nel monastero.
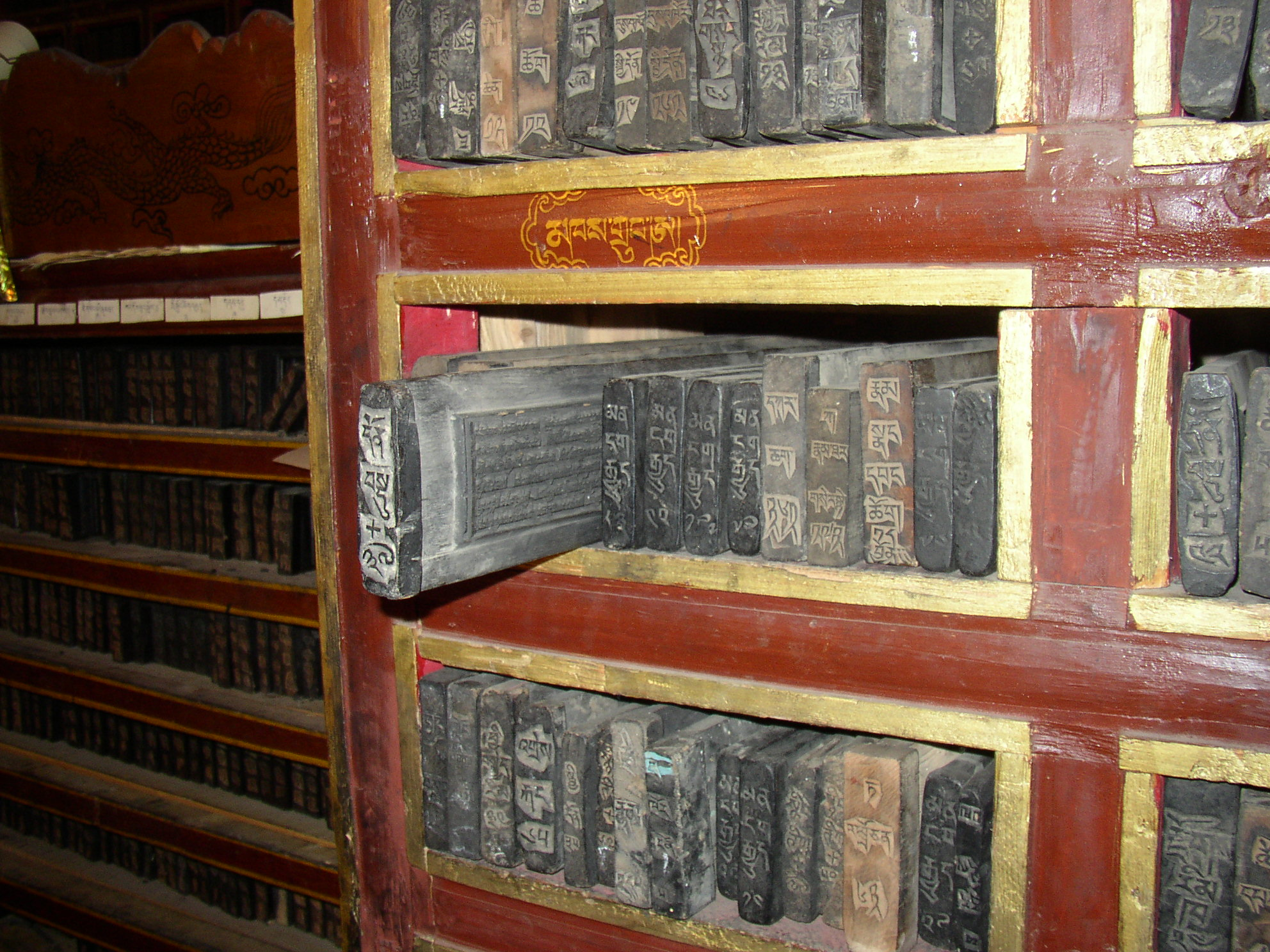
La biblioteca del monastero.
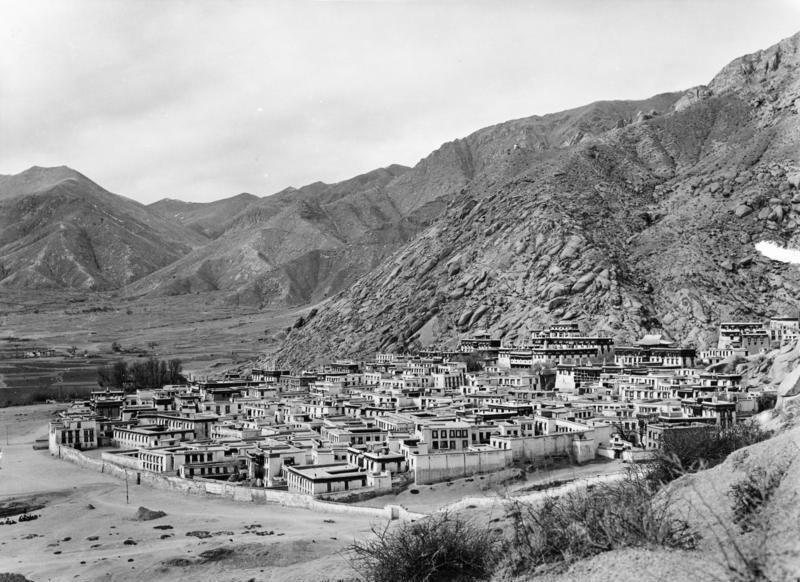
Il monastero nel 1938.